# Этнический юмор
Этнический юмор — юмор, относящийся к этнической, расовой или культурной группе, часто отсылающий к этническому стереотипу, связанному с данной группой. Частью этнического юмора является этнический анекдот (национальный анекдот).
Восприятие этнического юмора двойственно. Кристи Дэвис отмечает, что, хотя многие считают шутки на данные темы расистскими и оскорбительными, для некоторых юмор, высмеивающий собственную этническую или расовую принадлежность, может считаться приемлемым. Этнические шутки часто являются смешными для одних по той же причине, по которой они звучат расистскими для других, когда они играют на негативных этнических стереотипах. По мнению Дэвиса, что этнический юмор укрепляет этнические стереотипы и иногда приводит к призывам к насилию. Предполагаемый ущерб этнической группе может вызывать серьёзную озабоченность в обществе. Так, когда анекдоты о поляках стали очень распространены в 1970-х годах в США, Министерство иностранных дел Польши обратилось с жалобой в Государственный департамент США.

## Изучение
Преобладающая и наиболее известная теория этнического юмора пытается выявить социальные закономерности в юмористических традициях разных стран путём контекстуального описания шуток. Кристи Дэвис, автор этой теории, изложил основные аргументы теории в своей статье «Этнические шутки, моральные ценности и социальные границы», опубликованной в 1982 году. Его подход основан на семантической сценарной теории юмора Виктора Раскина (1985), аргументы которого связаны с бинарными оппозициями. Раскин описывает основные бинарные оппозиции, приводя примеры (в основном из еврейского юмора), тогда как Дэвис исследует ситуации, в которых применяются эти сценарии. Так, он обнаружил, что наиболее распространённая оппозиция «глупый/умный» применяется в социальной реальности двух этнических групп.
В своей монографии, опубликованной в 1990 году, Дэвис писал, что многие этнические шутки шутки в конкретной стране или другом относительно однородном культурном и языковом регионе нацелены на людей, живущих на окраине ареала этой нации или области и воспринимающихся доминирующими группами в центре как непонятные в культурном отношении. Кроме того, объектами юмора часто являются деревенские жители или иммигранты, ищущие неквалифицированную и не престижную ручную работу. Они во многом похожи на самих рассказчиков анекдотов, имеют ту же культурную основу или даже говорят на близком или том же самом языке. По мнению Дэвиса, этнические шутки сосредоточены на трёх основных темах: глупости, хитрости и сексуальном поведении.
Дэвис принимал участие в съёмках документального фильма 2010 года «Polack», в котором исследуются источники анекдотов о поляках.
Л. Перри Кертис, исследуя этнический юмор, нацеленный на ирландцев в викторианской Англии, описывает моральное снижение, которое может претерпеть этническая шутка и сопровождающий её стереотип: «Пэдди в комическом искусстве превращается из довольно примитивного, деревенского или простодушного крестьянина в выродившегося человека… склонного к убийству или произволу».
По мнению Сэмюэля Шмидта, этнический юмор также могут быть формой социального сопротивления. Они могут быть нацелены на тех, кого рассказчики считают агрессорами, как, например, многочисленные шутки, публикуемые в Мексике об американцах (также называемых там гринго).